# Itoplectis aterrima
Itoplectis aterrima là một loài tò vò trong họ Ichneumonidae.